# 심의신
심의신(沈宜臣, 1791년 ~ 1845년)은 조선 후기의 문신으로, 자는 순흠(舜欽), 본관은 청송(靑松)이다. 청백리(淸白吏)에 녹선되었다.

## 가계
- 고조부 : 심택현 - 이조판서, 좌참찬, 판돈녕부사, 청헌공(淸獻公)
  - 증조부 : 심구(沈銶) - 영천군수, 증 이조판서
    - 조부 : 심풍지(沈豊之) - 예조판서, 증 좌찬성, 정간공(貞簡公)
    - 조모 : 증 정경부인 기계 유씨 - 첨정 유언수(兪彦銖)의 딸, 영의정 유척기(兪拓基)의 손녀
      - 아버지 : 심능악(沈能岳) - 이조판서, 좌참찬, 판의금부사, 판돈녕부사
      - 어머니 : 정경부인 평산 신씨
        - 본인 : 심의신(沈宜臣) - 이조참판, 청백리(淸白吏) - 당숙 상주목사 심능술(沈能述, 심풍지의 형 심건지의 아들)에게 입양됨
        - 부인 : 정부인 여흥 민씨 - 군수 심재진(沈載鎭)의 사위 판서 민명혁(閔命爀)의 딸
          - 아들 : 심영택(沈英澤) - 이조참판
            - 손자 : 심상목(沈相穆) - 이조참판

        - 동생 : 심의린(沈宜麟) - 증 영의정
        - 제수 : 증 정경부인 의령 남씨
          - 조카 : 심훈택(沈勛澤) - 평양서윤, 증 이조참판
            - 종손자 : 심상찬(沈相瓚) - 규장각 직각, 대사성, 이조참의, 봉상사 제조, 중추원 1등의관

          - 조카 : 심순택(沈舜澤) - 대한제국 공작 청녕공(靑寧公), 대훈위(大勳位), 영의정, 총리대신, 의정대신, 시호는 문충(文忠)
            - 종손자 : 심상진(沈相璡) - 승지, 대사성 - 이조판서 심이택(沈履澤)의 아들

          - 조카 : 심이택(沈履澤) - 이조판서, 판돈녕부사, 내무독판 - 형조판서 심의면(沈宜冕)에게 입양됨
          - 조카 : 청송 심씨 - 전주 이씨 판서 이인솔(李寅率)의 아들 군수 이준하(李遵夏)에게 출가

        - 여동생 : 청송 심씨 - 청풍 김씨 김동건(金東建)에게 출가

      - 백부 : 심능직(沈能直) - 생원
      - 백모 : 광산 김씨
        - 사촌 : 심의만(沈宜晩) - 심능달의 아들, 덕천군수

      - 숙부 : 심능달(沈能達) - 증 이조판서
      - 숙모 : 증 정부인 광산 김씨 - 우의정 김희(金熹)의 딸
        - 사촌 : 심의만(沈宜晩) - 심능직에게 입양됨, 덕천군수
        - 사촌 : 심의면(沈宜冕) - 형조판서

- -     - 종조부 : 심건지(沈健之) - 호조정랑, 증 좌찬성
      - 당고모 : 청양부부인 청송 심씨(靑陽府夫人 靑松 沈氏) - 순조의 장모, 순원왕후의 어머니, 순조의 국구 영돈녕부사 영안부원군 김조순(永安府院君 金祖淳)의 부인
      - 당숙 : 심능술(沈能述) - 상주목사, 증 이조참판
        - 양자(본인) : 심의신(沈宜臣) - 이조참판, 청백리(淸白吏) - 이조판서, 좌참찬, 판의금부사, 판돈녕부사 심능악(沈能岳)의 아들
        - 부인 : 정부인 여흥 민씨 - 군수 심재진(沈載鎭)의 사위 판서 민명혁(閔命爀)의 딸
          - 아들 : 심영택(沈英澤) - 이조참판
            - 손자 : 심상목(沈相穆) - 이조참판

      - 당숙 : 심능적(沈能迪) - 승문원 부정자, 증 이조참판
        - 6촌 : 심의복(沈宜復) - 호조참판, 증 이조판서
          - 심의복의 아들 : 심경택(沈敬澤) - 예조판서, 효정공(孝靖公)
            - 심경택의 아들 : 심상학(沈相學) - 고종 때 일본 문물 시찰 신사유람단의 일원, 협판내무부사(協辦內務府事), 영국 • 독일 • 러시아 • 프랑스 • 벨기에 5개국의 전권 대신(全權大臣)

## 생애

### 조선 순조
이조판서 심능악(沈能岳)의 아들로 당숙 심능술(沈能述)의 양자가 되어 순조의 장모이자 순조왕비 순원왕후의 어머니인 청양부부인 청송 심씨(靑陽府夫人 靑松 沈氏)의 조카가 되었다. 이로 인해 중궁전(순원왕후) 승후관(中宮殿 承候官)이 되었다.
1829년(순조 29년) 정시 문과에 병과로 급제하여 1832년 성균관 대사성에 제수되었다.

### 조선 헌종
1836년(헌종 2년) 충청도 관찰사에 제수되었다.
1838년 사간원 대사간에 제수되었다.
1841년 이조참판에 제수되었다.
1843년 경기도 관찰사에 제수되었다.

## 같이 보기
- 심택현
- 심풍지
- 심능악
- 심의면
- 심순택
- 심이택
- 심상찬
- 김조순
- 순원왕후
- 심상학

## 참조
- 《순조실록》
- 《헌종실록》
- 《청송심씨대동보》

1. ↑  순조실록 30권, 순조 29년 10월 19일 경진 3번째기사
2. ↑  헌종실록 8권, 헌종 7년 1월 8일 갑오 4번째기사